# Patricia Grigoriu
Patricia Grigoriu (n. 25 aprilie 1962, Argeșelu, România – d. 1 ianuarie 2020, București, România) a fost o actriță română de teatru și film. De asemenea a fost fiica renumitului compozitor George Grigoriu.

## Biografie
Patricia Grigoriu s-a născut în data de 25 aprilie 1962, în satul Argeșelu, comuna Mărăcineni, județul Argeș, Republica Populară Română. A absolvit în anul 1984 Institutul de Artă Teatrală și Cinematografică „I. L. Caragiale” din București, la clasa prof. Olga Tudorache, fiind colegă de promoție cu: Carmen Tănase, Bogdan Gheorghiu, Oana Pellea, Carmen Ciorcilă, Carmen Trocan, Marina Procopie, Mihai Verbițchi, Adrian Păduraru, viitorul Principe Radu și Dan Bădărău.

## Filmografie
- Trandafirul galben (1982)
- Concurs (1982)
- Faleze de nisip (1983)
- Dreptate în lanțuri (1984)
- Fapt divers (1985)
- Duminică în familie (1988)

## Decesul
Patricia Grigoriu a murit în prima zi a anului 2020, în urma unei lupte grea cu o boală incurabilă. Avea 57 de ani.